# Арыктинский сельский округ
Арыкти́нский се́льский окру́г (каз. Арықты ауылдық округі) — административная единица в составе Коргалжынского района Акмолинской области Республики Казахстан.
Административный центр — село Арыкты.

## География
Административно-территориальное образование расположено в юго-восточной части района, граничит:
- на севере, северо-востоке с Кенбидаикским сельским округом,
- на юго-востоке, юге с Нуринским районом Карагандинской области,
- на западе с Кызылсайским, Коргалжынским сельскими округами,
- на северо-западе с Карашалгинским сельским округом.

Сельский округ расположен на казахском мелкосопочнике. Рельеф местности в основном представляет собой сплошную равнину с частично водно-болотными угодьями. Перепады высот незначительны; средняя высота округа — около 340 метров над уровнем моря. 
Гидрографическая сеть представлена многочисленными озерами, крупные из них — Жандышалкар, Уялышалкар, Алаколь, Сулукырколь.
Климат холодно-умеренный, с хорошей влажностью. Среднегодовая температура воздуха положительная и составляет около +4,5°С. Среднемесячная температура воздуха в июле достигает +21,0°С. Среднемесячная температура января составляет около -14,0°С. Среднегодовое количество осадков составляет около 375 мм. Основная часть осадков выпадает в период с июня по июль.
Через территорию сельского округа с запада на восток проходит около 20 километров автодороги областного значения КС-16 (Коргалжын — Арыкты — Сабынды).

## История
В 1989 году существовал как Арыктинский сельсовет (сёла Арыкты, Коркылдак, Култай, Садырбай).
В периоде 1991 — 1998 годов Арыктинский сельсовет был преобразован в сельский округ.
В 2019 году сёла Култай, Сулыколь были упразднены, поселения вошли в состав села Арыкты.

## Население
| Численность населения | Численность населения | Численность населения |
| 1989                  | 1999                  | 2009                  |
| --------------------- | --------------------- | --------------------- |
| 2821                  | ↘2022                 | ↘1102                 |

## Состав
| № | Населённый пункт | Тип населённого пункта       | Население, 1989 | Население, 1999 | Население, 2009 |
| - | ---------------- | ---------------------------- | --------------- | --------------- | --------------- |
| 1 | Арыкты           | село, административный центр | 1 755           | 1 328           | 959             |
| 2 | Коркылдак        | село (упразднено)            | 717             | 135             | -               |
| 3 | Култай           | село (упразднено)            | 134             | 78              | 45              |
| 4 | Садырбай         | село                         | 215             | 114             | 12              |
| 5 | Сулыколь         | село (упразднено)            | -               | 367             | 86              |

## Местное самоуправление
Аппарат акима Арыктинского сельского округа — село Арыкты, улица Ленина, дом №31.
- Аким сельского округа — Омаров Асылхан Сатуринович.